# 夏雪之約
《夏雪之約》為河內遙的日本漫畫作品。連載於《FEEL YOUNG》（祥傳社）2009年7月號2012年1月號。單行本正傳全4冊，番外篇全1冊。

## 故事簡介
《夏雪之約》的故事背景設定在近現代的日本，講述著花店打工的青年葉月亮介、『SHIMAO』花店店長島尾六花、過身後化為幽靈的六花的丈夫島尾篤（小篤）的三角戀愛情故事。
故事開始的3年前，六花因為丈夫小篤罹病逝世成為寡婦，未再論及婚戀，而是將主要心力投注在經營花店『SHIMAO』，還和小篤的姊姊島尾美穗維持往來，但渾然不知小篤過身成為幽靈後並沒有前往另一個世界，反而留守在她的身邊。在某次偶然的機緣，青年葉月亮介對六花一見鍾情，亮介為求能夠經常見到六花，於是選擇在六花的店裡擔任打工人員，亮介的出現喚起小篤的醋意和防備意識，這導致小篤開始不斷嘗試破壞亮介和六花的關係。
亮介兼顧生活和打工之餘，對店長六花寄存著愛慕的心有增無減，他還發現自己是少數能夠感知小篤存在的對象，必須時常應對小篤頻繁的干擾行為。三者隨劇情遇見不同的人物和經歷各種事件，六花也逐漸敞開心房接受亮介。後來小篤為了和無法看見他的六花交流，向自己視為情敵的亮介借用身體附身，雖然小篤如願和六花互相吐露心聲、獲知六花其實一直思念著他的心聲，但由於小篤準備將亮介的靈魂帶往黃泉，六花為此向小篤請求放過亮介，最終小篤選擇成全六花的心願，亮介才逃過死亡的危險。
六花和亮介正式結婚，育有一女小雪。多年後，六花早於亮介離世，亮介則在65歲的時候過世，小雪亦已成為人母育有一子。故事尾聲，小篤的靈體現身在小雪的兒子面前，請求他協助清理遺物並稱自己「外公」。

## 登場人物
葉月亮介（聲：中村悠一）
本故事的主角。在六花的花店『SHIMAO』打工的22歲青年。雖然有著兇惡的眼神，不過他卻有著純情專一的個性。在對六花一見鍾情後，此後為了見她，就來到六花的花店打發時間，在招募徵人為機會而開朗的在此打工而工作。是唯一可以看到小篤的身影的人物。結局和六花結婚，多年後從女兒小雪口中得知他在65歲的時候過世。視力不是很好，平常總是戴著隱形眼鏡。
島尾六花（聲：大原沙耶香）
本作的女主角。是葉月所打工地點的花店『SHIMAO』的店長，也是葉月朝思暮想的女性。30歲。她在丈夫·小篤死後，並沒有新戀情出現（原本留長至耳下的半長髮給剪短了）。她也沒有發現丈夫的幽靈就在自己附近。後期由於葉月出借身體給小篤，得以向小篤傾訴思念之情，同時要求小篤讓葉月存活。結局最後與葉月結婚，多年後從小雪口中得知她比葉月還早過世。
島尾篤（聲：福山潤）
六花的丈夫，暱稱「小篤」，也是葉月戀愛的敵人。3年前病死，在他死後化為圍繞在六花身邊的幽靈。除了葉月外，其他人都看不見他的身影。不打算把妻子·六花讓給別人，因此他一直在干擾葉月的戀愛，後期向葉月借用身體，本試圖帶六花共赴黃泉，但最終因為六花希望葉月存活放棄了這項念頭，吻了六花的頸部並向她道別。在結局他見到了葉月與六花的外孫，交代把和他的房間的書籍等遺物全部清空，請求葉月與六花的外孫稱呼他外公。毫無運動神經，走路方式也很奇怪（兩隻手臂無法舉起的左右搖擺著）。非常擅長畫圖。
島尾美穗（聲：冬馬由美）
帶著眼鏡有著開朗個性的女性。小篤的姊姊。偶而會來『SHIMAO』店裡幫忙。結局在多年後葉月和六花過世後還活著，她有見到他們倆的女兒小雪還有外孫，不過那時已經像個老奶奶了。
敦子（聲：三宅麻理惠）
『SHIMAO』的前店員。在海外旅行時認識了心愛的男人而國際結婚（六花說「就好像電影一樣浪漫」）之後辭職了。
小雪（聲：本田貴子）
葉月與六花的女兒，長得像葉月。在結尾登場時已經33歲成為人母。
小雪的孩子（聲：三瓶由布子）
小雪的兒子，長得很像外婆六花。結尾登場時遇見了小篤的靈體。

## 出版書籍
| 卷數   | 祥傳社        | 祥傳社                 | 台灣角川      | 台灣角川              |
| 卷數   | 發售日期      | ISBN                   | 發售日期      | ISBN                  |
| ------ | ------------- | ---------------------- | ------------- | --------------------- |
| 1      | 2010年2月20日 | ISBN 978-4-39-676487-6 | 2013年2月27日 | ISBN 9789-8632-5116-3 |
| 2      | 2010年9月8日  | ISBN 978-4-39-676503-3 | 2013年2月27日 | ISBN 9789-8632-5201-6 |
| 3      | 2011年8月8日  | ISBN 978-4-39-676528-6 | 2013年2月27日 | ISBN 9789-8632-5218-4 |
| 4      | 2012年4月7日  | ISBN 978-4-39-676544-4 | 2013年4月17日 | ISBN 9789-8632-5320-4 |
| 番外篇 | 2013年11月8日 | ISBN 978-4-396-76589-7 |               |                       |

## 電視動畫
從2012年7月5日起至同年9月13日為止，在富士電視台「noitaminA」時段首播。全11話。

### 製作人員
- 原作：河內遙「夏雪之約」（祥傳社〈Feel Comics〉）
- 導演、編劇：松尾衡
- 人物設定、總作畫監督：谷口淳一郎
- 道具設計：羽田浩二、小松麻美
- 花作畫監督：羽田浩二
- 美術監督、美術設定：河野次郎（日语：河野次郎）
- 色彩指定：石黑圭
- 攝影監督：伊藤邦彥
- 剪輯：武宮睦
- 音樂：村松健（日语：村松健）
- 音樂製作人：佐野弘明（日语：佐野弘明）
- 首席製作人：小中大典、山本幸治（日语：山本幸治 (プロデューサー)）
- 製作人：高橋敦司、尾崎紀子、吉澤隆
- 動畫製作人：鎌田肇
- 動畫製作：動畫工房
- 製作：「夏雪之約」製作委員會（東寶株式會社、富士電視台、日本索尼音樂娛樂、電通、動畫工房、祥傳社）

### 主題歌
片頭曲「SEE YOU」
作詞：Juil Shono，作曲、編曲：Jin Nakamura，主唱：松下優也
片尾曲
作詞：aimerrhythm，作曲：百田留衣，編曲：玉井健二、百田留衣，主唱：Aimer

### 各話標題
| 話數   | 分镜              | 演出              | 作畫監督                                  | 總作畫監督            |
| ------ | ----------------- | ----------------- | ----------------------------------------- | --------------------- |
| 第1話  | 松尾衡 松村樹里亞 | 松尾衡 松村樹里亞 | 谷口淳一郎、小松麻美                      | 谷口淳一郎            |
| 第2話  | 山崎光惠          | 山崎光惠          | 吉田隆彥、曾我篤史                        | 小松麻美              |
| 第3話  | 神保昌登          | 神保昌登          | 高柳久美子                                | 谷口淳一郎            |
| 第4話  | 松尾衡            | 高木弘樹          | 國行由里江、吉田隆彥 曾我篤史、高柳久美子 | 谷口淳一郎 小松麻美   |
| 第5話  | 山崎光惠          | 山崎光惠          | 手島典子、曾我篤史 久保茉莉子、高田晃     | 谷口淳一郎 小松麻美   |
| 第6話  | 大橋譽志光        | 松尾衡            | 德倉榮一、曾我篤史 吉田隆彥、高田晃       | 佐佐木敦子 谷口淳一郎 |
| 第7話  | 松尾衡            | 松尾衡            | 瀨尾康博、曾我篤史 久保茉莉子、高柳久美子 | 谷口淳一郎 小松麻美   |
| 第8話  | 山崎光惠          | 松尾衡            | 天崎愛夢                                  | 小松麻美              |
| 第9話  | 神保昌登          | 神保昌登          | 今岡大、長田伸二                          | 谷口淳一郎 小松麻美   |
| 第10話 | 高木弘樹          | 高木弘樹          | 柴田志郎、渡邊奈月                        | 谷口淳一郎 小松麻美   |
| 第11話 | 松尾衡            | 松尾衡            | 高橋瑞香                                  | 谷口淳一郎 小松麻美   |

### 播放電視台
日本深夜動畫：下文記載的日本国内播放時間使用日本標準時間（UTC+9）表示。因為部分時間标识會採用30小时制，因此請留意这类超过24:00的时间，其實際播放時間為翌日清晨。
| 播放地區   | 播放電視台     | 播放日期                     | 播放時間（UTC+9）         | 所屬聯播網          | 備註                                      |
| ---------- | -------------- | ---------------------------- | ------------------------- | ------------------- | ----------------------------------------- |
| 關東廣域圏 | 富士電視台     | 2012年7月5日－2012年9月13日  | 星期四 25時15分－25時45分 | 富士電視網          | 製作委員會方式參加 『noitaminA』時段第2部 |
| 中京廣域圏 | 東海電視台     | 2012年7月5日－2012年9月13日  | 星期四 26時35分－27時05分 | 富士電視網          |                                           |
| 佐賀縣     | 佐賀電視台     | 2012年7月6日－2012年9月14日  | 星期五 25時35分－26時05分 | 富士電視網          | 第5話為止晚1天播出。 第6話以後晚8天播出。 |
| 福岡縣     | 西日本電視台   | 2012年7月6日－2012年9月14日  | 星期五 26時35分－27時05分 | 富士電視網          | 第5話為止晚1天播出。 第6話以後晚8天播出。 |
| 山形縣     | 櫻桃電視台     | 2012年7月7日－2012年9月15日  | 星期六 25時35分－26時05分 | 富士電視網          |                                           |
| 秋田縣     | 秋田電視台     | 2012年7月7日－2012年9月15日  | 星期六 26時05分－26時35分 | 富士電視網          |                                           |
| 鹿兒島縣   | 鹿兒島電視台   | 2012年7月7日－2012年9月15日  | 星期六 26時05分－26時35分 | 富士電視網          |                                           |
| 熊本縣     | 熊本電視台     | 2012年7月7日－2012年9月15日  | 星期六 26時35分－27時05分 | 富士電視網          |                                           |
| 福島縣     | 福島電視台     | 2012年7月9日－2012年9月17日  | 星期一 25時40分－26時10分 | 富士電視網          |                                           |
| 廣島縣     | 新廣島電視台   | 2012年7月9日－2012年9月17日  | 星期一 26時00分－26時30分 | 富士電視網          |                                           |
| 愛媛縣     | 愛媛電視台     | 2012年7月10日－2012年9月18日 | 星期二 25時05分－25時35分 | 富士電視網          |                                           |
| 宮城縣     | 仙台放送       | 2012年7月10日－2012年9月18日 | 星期二 25時45分－26時15分 | 富士電視網          |                                           |
| 新潟縣     | 新潟綜合電視台 | 2012年7月10日－2012年9月18日 | 星期二 26時00分－26時30分 | 富士電視網          |                                           |
| 近畿廣域圏 | 關西電視台     | 2012年7月10日－2012年9月18日 | 星期二 26時28分－26時58分 | 富士電視網          |                                           |
| 岩手縣     | 岩手可愛電視台 | 2012年7月11日－9月19日       | 星期三 26時20分－26時50分 | 富士電視網          |                                           |
| 靜岡縣     | 靜岡電視台     | 2012年7月12日－9月20日       | 星期四 25時40分－26時10分 | 富士電視網          |                                           |
| 日本全國   | BS富士         | 2012年7月28日－10月6日       | 星期六 26時30分－27時00分 | 富士電視網 衛星電視 |                                           |
| 北海道     | 北海道文化放送 | 2013年4月14日－6月23日       | 星期日 25時55分－26時25分 | 富士電視網          |                                           |

| 播放地區 | 播放電視台 | 播放日期              | 播放時間（UTC+9）         | 所屬電視網 | 備註              |
| -------- | ---------- | --------------------- | ------------------------- | ---------- | ----------------- |
| 韓國     | ANIPLUS    | 2012年7月6日－9月14日 | 星期五 23時00分－23時30分 | 衛星電視   | 有重播 有韓語字幕 |

## 手機遊戲
動畫播出之後，該作品曾於NEC BIGLOBE開發的智能手機線上卡片遊戲參加。

## 外部連結
- 電視動畫「夏雪之約」公式官網 （日語）
- 夏雪之約的X（前Twitter） （日語）